# Miftahul Hamdi
Miftahul Hamdi (sinh ngày 13 tháng 12 năm 1995, ở Banda Aceh) là một cầu thủ bóng đá người Indonesia thi đấu cho Bali United F.C. ở Liga 1 ở vị trí Tiền vệ chạy cánh hoặc Tiền đạo 

## Sự nghiệp

### Bali United
Hamdi gia nhập Bali United F.C. cho Indonesia Soccer Championship A 2016. Hamdi ký hợp đồng 1 năm 
Trong trận đấu trước PS TNI, Hamdi ghi 4 bàn thắng, và với kết quả đó, Bali United giành chiến thắng trước PS TNI, 4-2 cho Bali United, Hamdi trở thành cầu thủ thứ hai ghi 4 bàn trong một trận tại Indonesia Soccer Championship A 2016. Trước đó, tiền đạo của Sriwijaya FC, Alberto Goncalves đã làm điều tương tự khi Sriwijaya đá với PS TNI, và, Sriwijaya FC thắng 6-1 ở Palembang 

## Sự nghiệp quốc tế
Anh có màn ra mắt quốc tế cho đội tuyển quốc gia ngày 8 tháng 6 năm 2017, trước Campuchia.